# Franklin Hills
Franklin Hills è una comunità nel Northwest di Los Angeles parte del quartiere di Los Feliz.
Franklin Hills confina con Los Feliz Village a nord-ovest ed a ovest, con Silver Lake a nord-est e sud-est e con il quartiere di East Hollywood a sud.
L'area, tipicamente residenziale, è conosciuta per lo Shakespeare Bridge un ponte situato sulla Franklin Avenue appena passata la Talmagde Street.
Sempre sulla Talmadge Street si trovano i Prospect Studios, su questo lotto di terreno che oggi ospita alcuni studi televisivi, nel 1915 aprirono gli studi Vitagraph che divennero in seguito studi televisivi della Warner Bros., studi televisivi di proprietà del canale televisivo ABC ed infine proprietà della Walt Disney Company.

## Residenti celebri
- Kate French, attrice (in The L Word)
- Zoe Saldana, attrice
- Jonathan Taylor Thomas, attore
- Joey Waronker, batterista